# Johann Friedrich Ludloff
Johann Friedrich Ludloff (* 29. Dezember 1723 in Groß-Keula, Schwarzburg-Sondershausen; † 18. Januar 1790 in Sondershausen) war fürstlich-schwarzburgischer Sekretär und Landschaftsrat.

## Leben

### Herkunft
Johann Friedrich Ludloff war der erste Sohn aus der ersten Ehe des fürstlich-schwarzburg-sonderhausischen Hofgoldschmieds, königlich-polnischen und kurfürstlich-sächsischen wie auch fürstlich-schwarzburgischen Postmeisters und Gastwirts Johann Friedrich Ludloff (1695–1772) mit Anna Martha, geb. Topf († 1724).

### Werdegang
Johann Friedrich Ludloff studierte um 1743 an der Universität Jena Jura und wurde anschließend fürstlicher Sekretär in Sondershausen.
In Sondershausen kam es zu einer Auseinandersetzung mit seinem Schwager. Dieser hatte von ihm die Postmeisterei und gegen Zahlung von 3000 Talern ein Gasthof übernommen. Ludloff fühlte sich ungerecht behandelt, sodass er eine Knecht anstellte, mit einem gelben Postlivree ausstattete und fortan Extrapost transportierte. Es kam zum Streit und beide wandten sich an den Fürsten. Der Streit endete mit der Beförderung und Versetzung von Ludloff.
Ca. Ende 1750 wurde er als fürstlicher Sekretär und Amtsverwalter nach Clingen und 1753 wieder nach Sondershausen versetzt. Er hatte nun den Titel und das Amt Fürstlich schwarzburgischer Sekretär und Stift Jechaburgs Administrator inne.
Ende 1754, kurz nach der Gründung Mitte Juli 1754, wurde er als außerordentliches Mitglied in die Churfürstlich Mayntzische Academie nützlicher Wissenschaften aufgenommen.
Um 1754 baute Ludloff sich ein für die damalige Zeit großes Haus in Sondershausen (Hauptstraße 29) und legte eine Kunstsammlung, unter anderem mit Mineralien an, die nach seinem Tod von Christian Günther III., Fürst von Schwarzburg-Sondershausen, angekauft wurde.
1771 erhielt er den Titel Fürstlicher Land-Rentmeister und 1774 Fürstlicher Landschaftsrat.

### Familie
Er war zweimal verheiratet. 1748 heiratete er in Sondershausen Maria Magdalena Müllerin (1730–1752). Sie hatten mit Gottlieb Friedrich Ludloff nur ein Kind. Der erstgeborene Sohn war bereits kurz nach der Geburt 1749 gestorben. Bei der Geburt des dritten Kindes starb die Mutter Maria.
1753 heiratete er Dorothea Margaretha Heinrici (1732–1771). Ihr Kind war Friedrich Carl Ludloff.
Er war Großvater von Gottlieb Wilhelm Ludloff und hatte insgesamt 13 Kinder.